# Terukkuttu
Terukkuttu (z języka tamilskiego uliczne przedstawienie) – przedstawienie z kręgu indyjskiego teatru ludowego (stan Tamil Nadu w Indiach Północnych). 
Stanowi ważny element obchodów świątecznych społeczności wioski, obecnie także miasta. Wykonawcy, wyłącznie mężczyźni, pochodzą z niższych warstw społecznych. W przedstawieniach granych w języku tamilskim, są prezentowane wątki indyjskich opowieści epickich (np. Mahabharaty) i mitologicznych. Ważny jest w nich element muzyczny - pieśni i liczne sekwencje taneczne.